# Cerianthus sulcatus
Cerianthus sulcatus är en korallart som beskrevs av Casimir R. Kwietniewski 1898. Cerianthus sulcatus ingår i släktet Cerianthus och familjen Cerianthidae. Inga underarter finns listade i Catalogue of Life.